# Cyperus dichrostachyus
Cyperus dichrostachyus är en halvgräsart som beskrevs av Ferdinand von Hochstetter och Achille Richard. Cyperus dichrostachyus ingår i släktet papyrusar, och familjen halvgräs. Inga underarter finns listade i Catalogue of Life.